# كاريساوية
كاريساوية (الاسم العلمي: Carisseae) هي قبيلة نباتية تتبع فصيلة الدفلية من رتبة الجنطيانيات.

## أجناس
تحتوي هذه القبيلة على جنسين نباتيين فقط وهما:
- الكاريس
- الثبيرة